# Institut des études palestiniennes
L'Institut des études palestiniennes est un institut de recherche arabe non gouvernemental et à but non lucratif.
Il est créé en 1963 à Beyrouth. L'institut se fixe pour but de mettre en avant une meilleure compréhension de la question palestinienne. Il est le plus ancien institut au monde dédié exclusivement à la documentation, la recherche, l'analyse, et la publication sur les sujets ayant trait à la Palestine et au conflit israélo-arabe. Plus communément appelé IPS (Institute for Palestine Studies), il soutient l'Institute for Palestine Studies créé à Washington en 1982 ainsi que l'Institute for Jerusalem Studies à Ramallah, créé en 1995. Pour ce dernier, les autorités israéliennes ont interdit l'utilisation du mot "Palestine", ce qui explique qu'il porte un nom différent des deux premiers. Originellement, ses locaux étaient situés à Jérusalem-Est, mais ils ont dû déménager à Ramallah en Cisjordanie à partir de l'année 2000, les autorités israéliennes ayant restreint l'accès à Jérusalem pour les populations de Cisjordanie, ce qui empêchait une partie des employés de l'Institut de se rendre sur leur lieu de travail.
L'institut de Beyrouth publie quatre journaux trimestriels en anglais, français et arabe. Ils sont édités indépendamment et sont publiés respectivement depuis Washington, Paris, Jérusalem et Beyrouth. Il s'agit de :
- The Journal of Palestine Studies, créé en 1971. Il est publié et distribué pour l'Institut par University of California Press. L'éditeur actuel est Khalid Rashidi de l'université Columbia.
- En français, la Revue d'études palestiniennes, trimestrielle, dont la publication débute en 1982. Elle est éditée et produite indépendamment par l'Institut des études palestiniennes de Paris. La revue est imprimée et distribuée par les Éditions de Minuit. Cette revue a cessé de paraître en juin 2008.
- La publication en arabe Majallat al-Dirasat al-Filastiniyah, créée en 1990. Elle est éditée à Londres et Beyrouth et réimprimée simultanément en Cisjordanie à Ramallah, pour être distribuée dans les Territoires palestiniens occupés ainsi qu'en Israël.
- The Jerusalem Quarterly est publié par l'Institute of Jerusalem Studies (IJS), dépendant de l'Institut des études palestiniennes. Le journal traite de l'histoire de Jérusalem.

Il publie également l’Interactive Encyclopedia of Palestine Question (en anglais : Encyclopédie palestinienne de la question de la Palestine).